# Prohydata apicata
Prohydata apicata är en fjärilsart som beskrevs av William Schaus 1901. Prohydata apicata ingår i släktet Prohydata och familjen mätare. Inga underarter finns listade i Catalogue of Life.